# Anthaxia viridicornis
Anthaxia viridicornis är en skalbaggsart som först beskrevs av Thomas Say 1823.  Anthaxia viridicornis ingår i släktet Anthaxia och familjen praktbaggar. Inga underarter finns listade i Catalogue of Life.